# Alansmia bradeana
Alansmia bradeana là một loài dương xỉ trong họ Polypodiaceae. Loài này được Labiak Moguel & M. Kessler mô tả khoa học đầu tiên năm 2011.